# Paraphaenocladius contractus
Paraphaenocladius contractus är en tvåvingeart som beskrevs av Ole Anton Saether och Wang 1995. Paraphaenocladius contractus ingår i släktet Paraphaenocladius och familjen fjädermyggor.
Artens utbredningsområde är Guangdong (Kina). Inga underarter finns listade i Catalogue of Life.